# Bobby Convey
Robert Francis Convey (Filadelfia, 27 maggio 1983) è un ex calciatore statunitense, di ruolo centrocampista.

## Palmarès

### Individuale
- U.S. Soccer Athlete of the Year: 1

Miglior giovane: 2002